# Palais du baron de Quadras

Le Palais du Baron de Quadras est un bâtiment moderniste construit par 
Josep Puig i Cadafalch entre 1904 et 1906. Il se trouve au 373 avenue Diagonale à Barcelone. C’est actuellement le siège de l'Institut Ramon Llull.

## Histoire et description
Le Baron de Quadras chargea Puig i Cadafalch en 1900 de la construction de sa nouvelle maison à Barcelone après avoir terminé son palais à Massanes. Le bâtiment est situé sur un terrain étroit avec une façade qui donne sur la Diagonale, et sur la rue du Roussillon avec des façades totalement différentes. C’est le fruit de la transformation d’une ancienne maison d’habitation avec une façade sur la rue du Roussillon où sont encore visibles des éléments de la structure préexistante.
La résidence du Baron se trouve au rez-de-chaussée et au premier étage, laissant le reste du bâtiment en location.
Les éléments les plus importants du bâtiment sont la façade sur la Diagonale, et les espaces et décorations intérieures du baron.
La façade est un exemple caractéristique de la façon dont Puig réinterprète les façades gothiques du nord de l’Europe (tribunes, coursives épurées, mansardes…). À l’intérieur, avec une conception très hétérogène, mais représentative de sa manière de faire, Puig répète l’usage d’éléments sculpturaux gothiques avec un usage prolifique de la céramique colorée et une certaine influence de l’architecture arabe. La façade postérieure est plus conventionnelle avec une décoration qui rappelle le style Sécession viennois.
Collaborent avec Puig i Cadafalch les sculpteurs Eusebi Arnau et Alfons Juyol i Bach, la ferronnerie de Manuel Ballarín, la mosaïque romaine de Lluís Brú et les céramiques de Mario Maragliano.

## Usages
Le bâtiment fut déclaré Bien culturel d’intérêt national le 9 janvier 1976. Il fut réaménagé en 1980 pour accueillir le musée de la musique avant son départ pour l'Auditori en 2001 puis le siège social de la Caisse Asia jusqu’en 2013. C’est actuellement le siège de l’Institut Ramon Llull, consortium public de la Generalitat de Catalunya et de la mairie de Barcelone pour la promotion internationale de la langue et de la culture catalanes.

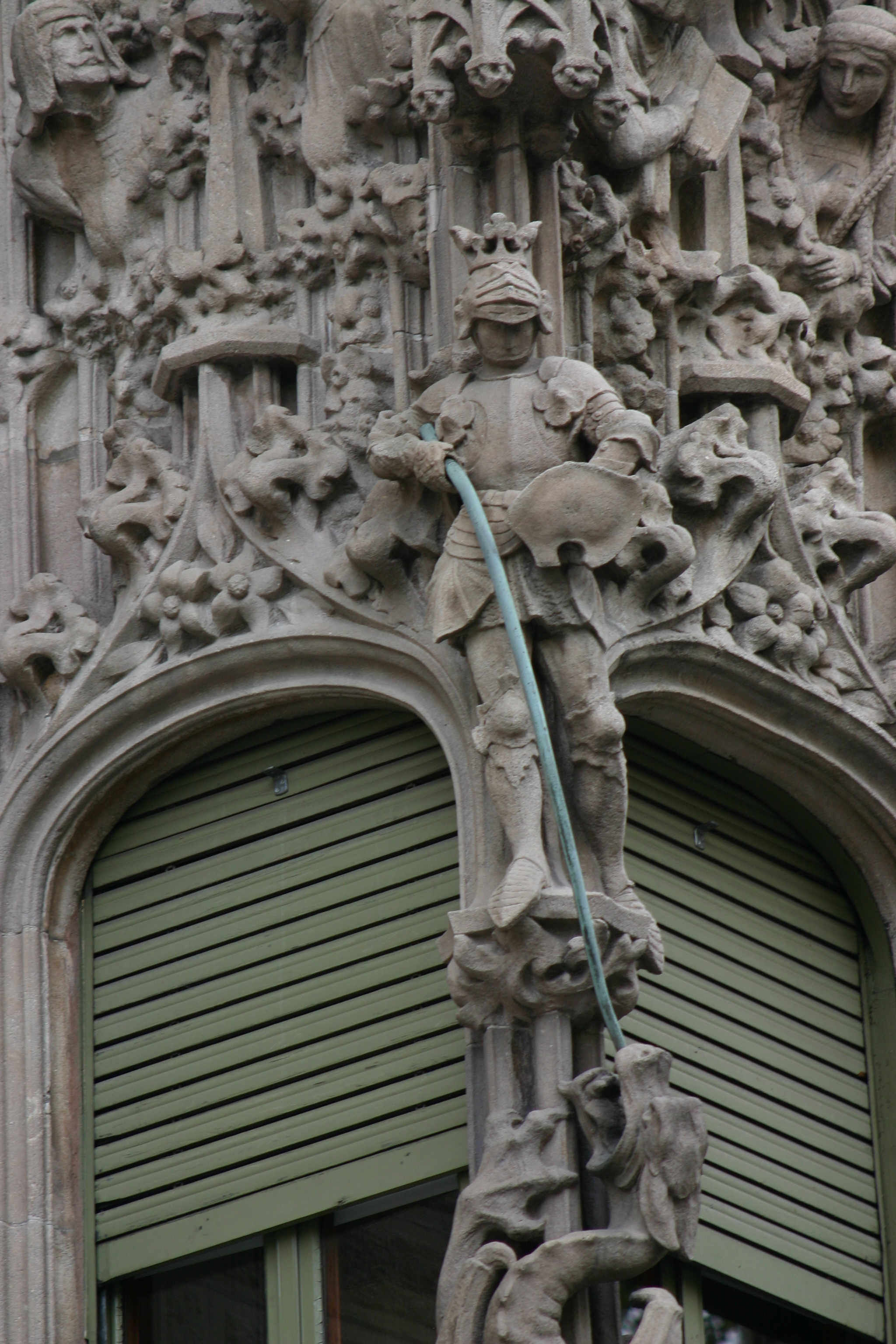
Symbole catalaniste propre au modernisme catalan
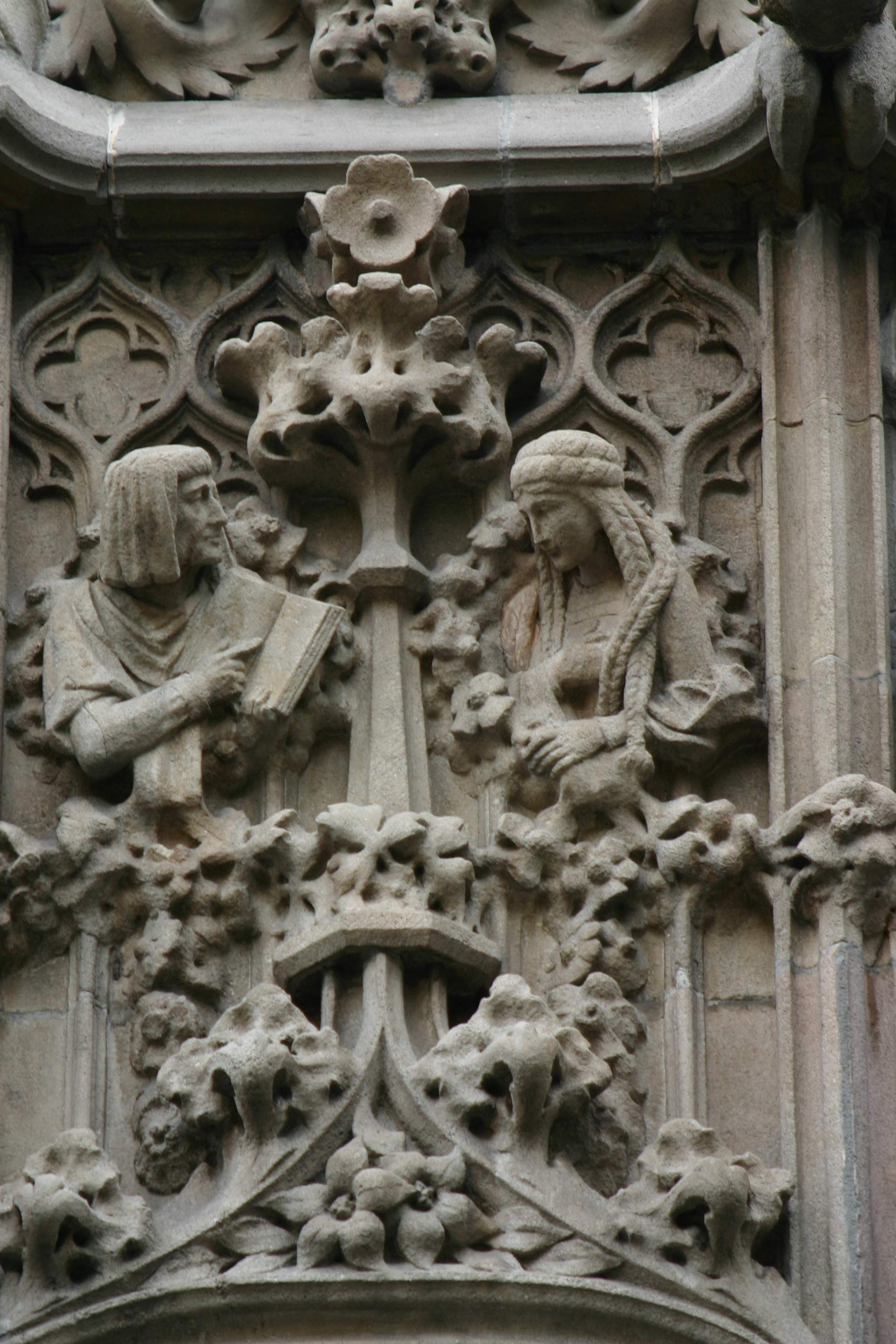
Détail de sculpture
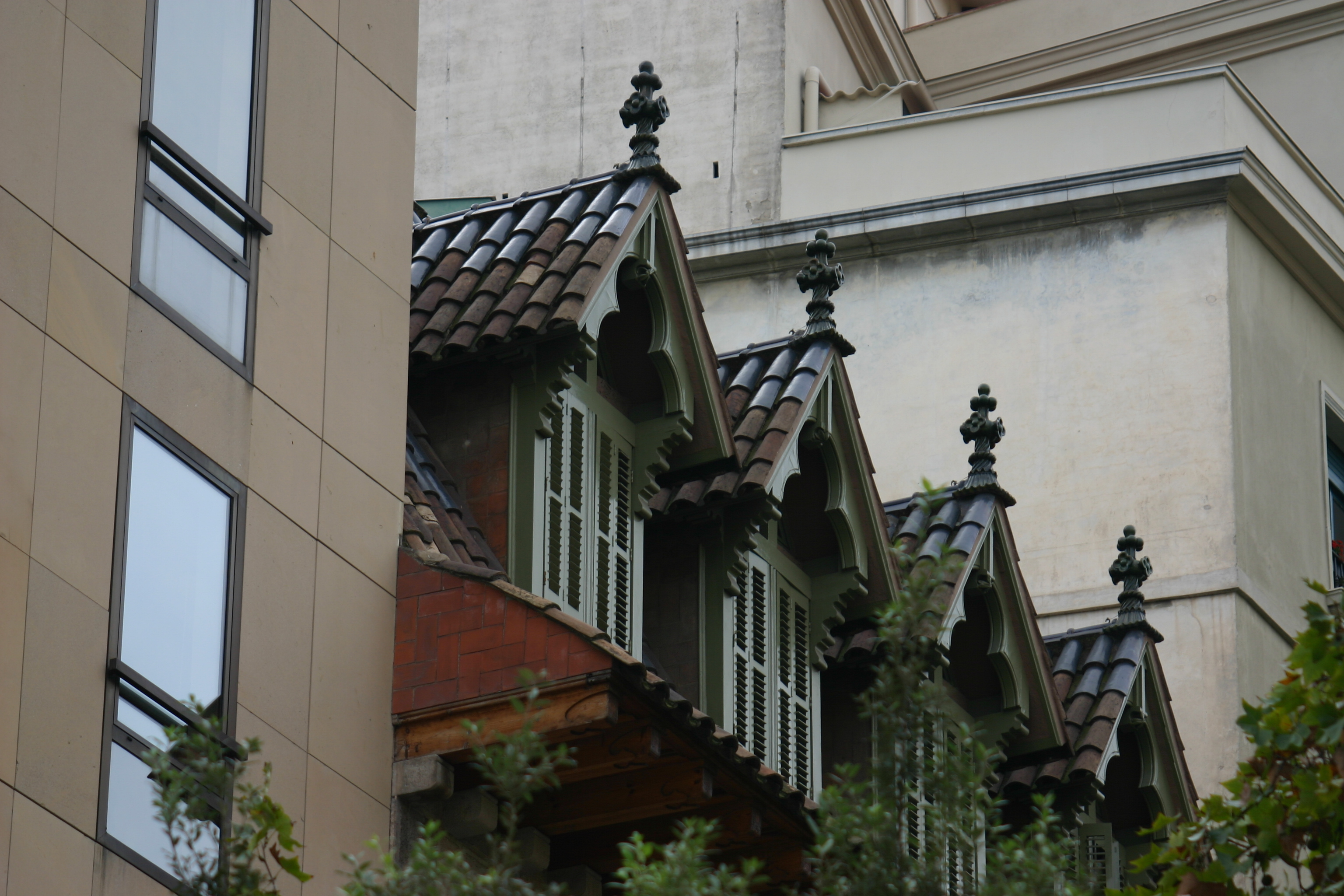
Mansardes de style nord-européen